# Sukunka Falls Park
Sukunka Falls Park är en park i Kanada.   Den ligger i provinsen British Columbia, i den centrala delen av landet, 3 400 km väster om huvudstaden Ottawa. Sukunka Falls Park ligger 703 meter över havet.
Terrängen runt Sukunka Falls Park är huvudsakligen kuperad. Sukunka Falls Park ligger nere i en dal som går i nord-sydlig riktning. Trakten runt Sukunka Falls Park är nära nog obefolkad, med mindre än två invånare per kvadratkilometer.. Det finns inga samhällen i närheten.
I omgivningarna runt Sukunka Falls Park växer i huvudsak blandskog.